# Kosovo Polje (gmina)
Kosovo Polje (serb. Косово Поље, alb. Fushë Kosovës) – gmina w Kosowie, w regionie Prisztina. Jej siedzibą jest miasto Kosowe Pole.

## Demografia
W 2011 roku gmina liczyła 34 827 mieszkańców. Większość z nich stanowili etniczni Albańczycy – 86,9%. Wymieniało się następujące grupy narodowościowe i etniczne:
1. Albańczycy (30 275)
2. Ashkali (3230)
3. Romowie (436)
4. Serbowie (321)
5. Egipcjanie Bałkańscy (282)
6. Turcy (62)
7. Boszniacy (34)
8. Gorani (15)

## Polityka
W wyborach lokalnych przeprowadzonych w 2017 roku kandydaci Demokratycznej Ligi Kosowa uzyskali 12 z 27 mandatów w radzie gminy. Frekwencja wyniosła 43,8%. Burmistrzem został Burim Berisha.